# ラクセーヌ
ラクセーヌは、京都市西京区大原野東境谷町にあるショッピングセンターである。

## 概要
洛西ニュータウンの中心としてバスターミナルや合同庁舎、文化センター、銀行や郵便局などの金融機関などと一体的に整備された「タウンセンター」の商業施設であり、1982年（昭和57年）4月に開業した。主な顧客は洛西ニュータウンとその周辺住民であり、京都市と亀岡市を結ぶ国道9号（両市の境に老の坂峠がある）などで慢性的な交通渋滞が生じていることから亀岡方面からの集客は多くないなど、休日の集客や商圏の狭さなどの課題も抱えているとされている。
当商業施設は京都市が出資する第三セクターの洛西ニュータウン管理公社が運営していたが、同公社が外郭団体改革の一環で2009年（平成21年）3月末で解散して京都市住宅供給公社と4月に合併し、京都市住宅供給公社洛西事業部が継承することになった。
なお、当店から東へ約3 km離れた場所にイオンモール京都桂川が2014年（平成26年）10月17日に開業するため、核店舗の高島屋洛西店が青果専門店「京都八百一」を同年5月に出店して野菜売り場を改装したほか、2015年（平成27年）秋に駐車場の一角にニトリの出店を進めるなどの対抗策を打ち出した。
2023年（令和5年）7月20日より耐震改修などを伴うリニューアル工事を実施するため一時休業。同年11月1日にスーパーマーケットを含む一部エリアを先行オープンし、同年12月15日に全館リニューアルオープンした。この取り組みは京都市が推進する「洛西"SAIKO"プロジェクト みんなで進める！実行策」の一環に含まれている。

## 沿革

### 年表
- 1982年（昭和57年）4月 - 洛西ニュータウン管理公社[7]が運営する施設として開業[1]。
- 2006年（平成18年）3月15日 - 高島屋の改装を実施[5]。団塊の世代に合わせるため、高級品志向の商品などを強化[5]。
- 2009年（平成21年）4月1日 - 外郭団体改革により、施設所有者・同管理者を京都市住宅供給公社洛西事業部に継承[7]。
- 2014年（平成26年）5月 - 青果専門店「京都八百一」が高島屋洛西店に出店[10]。
- 2015年（平成27年）11月20日 - ニトリ洛西ラクセーヌ店が開店[17]。同店の出店に伴い、店舗面積の拡張を実施[3]。
- 2023年（令和5年）
  - 7月20日 - 耐震改修などを伴うリニューアル工事を行うため一時休業[11][12]。休業期間中は臨時店舗・取次窓口を設けた[18]。
  - 11月1日 - スーパーマーケットなど、一部のエリアを先行オープン[13][14]。
  - 12月15日 - 全館リニューアルオープン[15]。同月13日にそれを祝う式典（内覧会）を開催した[19]。

### 名称の由来
小畑川をパリのセーヌ川に見立て、当施設所在地の「洛西」を合わせた造語である。この愛称は公募によって決められたものである。

## 核店舗
- 高島屋洛西店
- ニトリ洛西ラクセーヌ店

## テナント
各階のテナント情報（※2023年12月15日の全館リニューアルオープン前）は下記のとおりであるが、チェーン店の支店名はすべて省略する。センター内にはイベント広場があり、トークショーイベント等が行われる。また、屋外東側の小畑川河川敷で開かれるイベントが年に数回開催される。
- 現行のテナントについては[21]こちらを参照。

### 1F
- ミスターミニット
- スシマス
- ムーラン
- フラワーギャラリーマツキ
- キッチンランドSUNSUN - スーパーマーケット
- 京菓子司 松屋
- サンエバーコーヒーハウス
- 住まいの情報センター まんどの
- ウエストウッド
- イノブン
- an・j（）
- 文具の店ふたば
- ディスクハウスオズ
- トーカイ
- クールカレアン
- シンキ
- マルミツ
- Le-Fluy（）
- 手芸のアップル
- はしもとや
- ドラッグひかり
- クロシード
- 白洋舍
- リラクゼーションサロン ボディリフレッシュグリーン
- たもん庵
- 大阪じゅうべい
- マクドナルド

備考
- 京都中央信用金庫・京都信用金庫・セブン銀行のキャッシュコーナー（ATM）を併設している。

### 2F
- CLOUD9（美容室）
- エディオン - 旧タニヤマムセンパワフル洛西店。 タニヤマムセンがエディオンのFCとして運営を行っている[22]。
- CAFE COLORADO
- オクチン
- 宝石・時計 松山
- てまり
- あそびの広場 - ゲームセンター
- めがね正眼堂
- 西尾呉服店
- ふたば書房
- 100円SHOP ザ・ダイソー

## 交通アクセス

### 自動車
- 京都縦貫自動車道（京都第二外環状道路）
  - 大原野ICより約6分。
  - 沓掛ICより約10分。
- 国道9号
  - 中山交差点より境谷大橋を経由して約5分。

### バス
京都市営バス・京阪京都交通・阪急バス「洛西バスターミナル」停留所下車、徒歩すぐ。
- ※付近にある「境谷大橋」停留所[23]から行くこともできるが、徒歩5分を要する。

## 駐車場
- ラクセーヌ駐車場（施設南側）[24]
- 洛西中央有料駐車場（施設西側）[24]  - ※2004年（平成16年）3月20日以前は、京都市営バス洛西操車場として使われていた。

## 周辺
洛西バスターミナルに隣接しており、バスターミナルの中央部にはコインパーキング（洛西中央有料駐車場）が設けられている。北へ進むと境谷大橋・小畑川中央公園・洛西ニュータウン病院に至る。
- 洛西バスターミナル
- 洛西センタービル
- 洛西郵便局
- 京都市洛西図書館
- 京都銀行洛西支店
- 三菱UFJ銀行洛西出張所
- ZTV京都放送局 - かつての洛西ケーブルビジョン(RCV京都)[4] 。
- ホテル京都エミナース
  - 京都竹の郷温泉 万葉の湯
- 洛西ニュータウン病院
- 洛西中央通り
- 竹の里北通り
- 京都府道140号灰方中山線
- 小畑川

## 競合店舗
- イオンモール京都桂川 - 当店から東へ約3 km[8]。2014年（平成26年）10月17日開業[9]。